# Francesco Grimaldi (Architekt)
Francesco Grimaldi (* 1543 in Oppido Lucano; † 1. August 1613 in Neapel) war ein italienischer Architekt und Geistlicher.

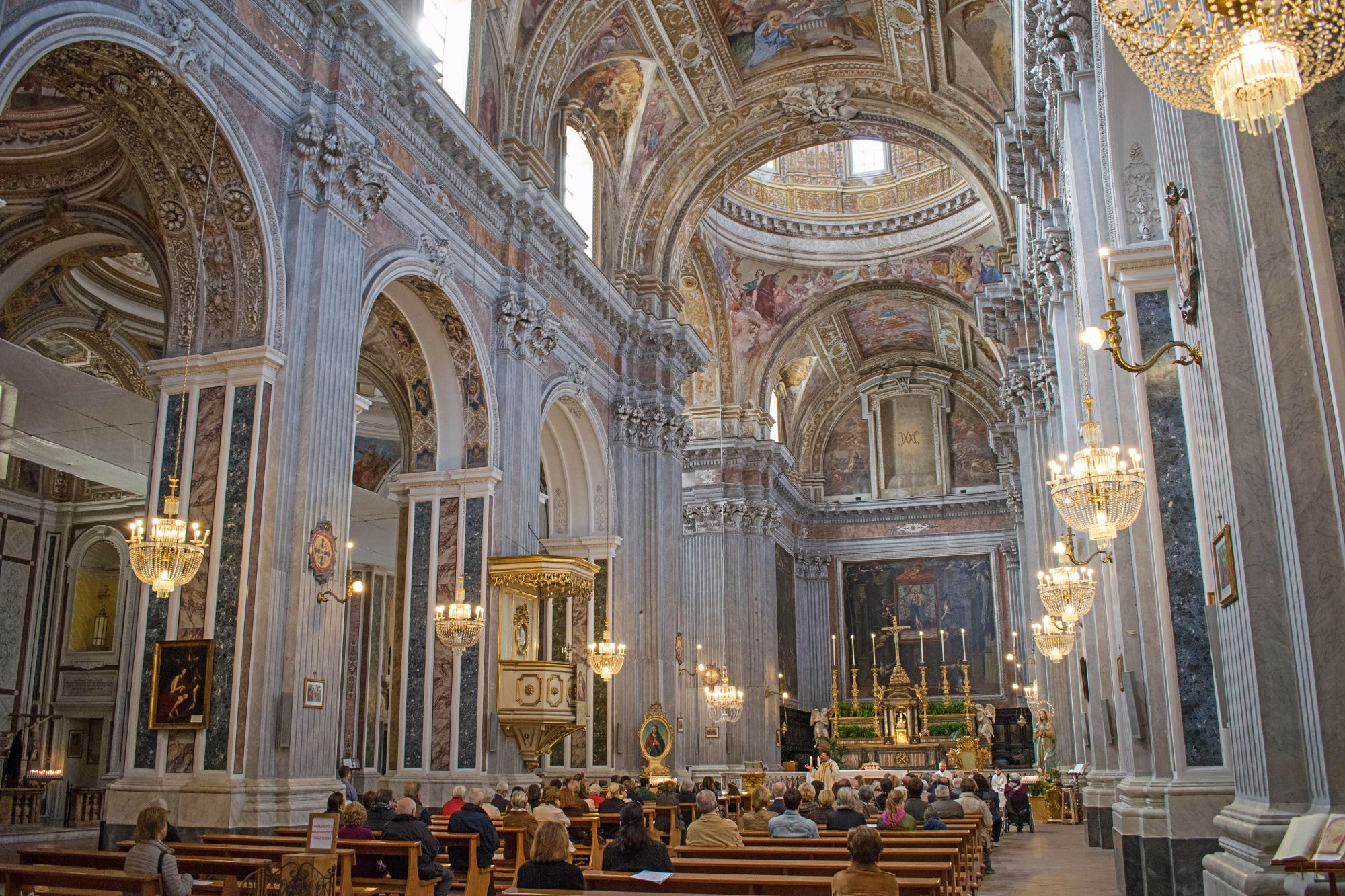
Basilica di Santa Maria degli Angeli in Pizzofalcone

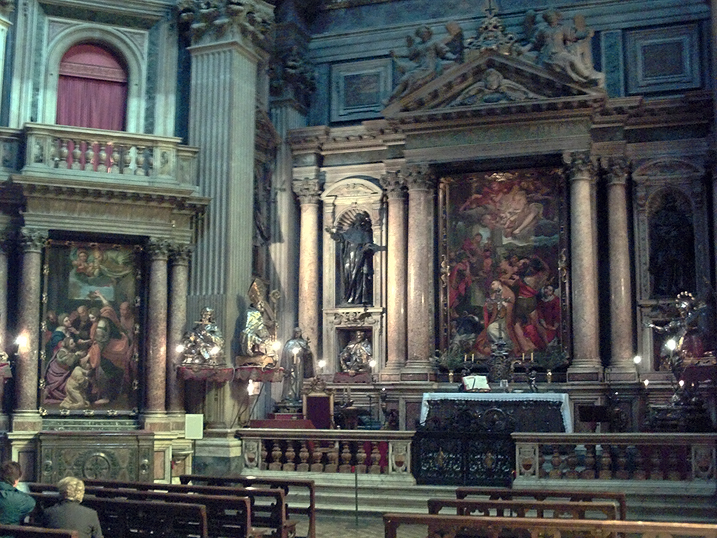
Blick in das Innere der Schatzkapelle von San Gennaro

Er war besonders in Neapel aktiv, wo er im frühen 17. Jahrhundert zur Entwicklung und Verbreitung der barocken Architektur beitrug.
Seine Werke wurden jedoch von Entwürfen aus dem 16. Jahrhundert beeinflusst, die durch prächtige Verzierungen an den Barock angepasst wurden.

## Biografie
1574 trat er unter dem Namen Francesco Negro dem Orden der Theatiner bei und war zwischen 1585 und 1598 in Rom für den Bau der Basilika Sant’Andrea della Valle tätig. Diese Zeitspanne war für seine Berufsausbildung besonders wichtig, da er von den Erkenntnissen großer Architekten des 16. Jahrhunderts wie Bramante und Michelangelo lernen konnte. In Rom hatte er auch die Gelegenheit die Baustelle des Petersdom im Vatikan zu besichtigen. Die päpstliche Baustelle beeinflusste seine Entwicklung, weshalb er sich im Wesentlichen auf das Studium der planimetrischen und räumlichen Gliederung konzentrierte, einer Forschung, die den Weg für das neapolitanische Barock des 17. Jahrhunderts ebnete. Seine ständige Beschäftigung mit diesem Thema führte dazu, dass er verschiedene, auf den Bau des Petersdom basierende, Pläne mit Zentralbauten mit fünf Kuppeln und Grundrissen in griechischen Kreuzen mit ihren Varianten entwickelte.

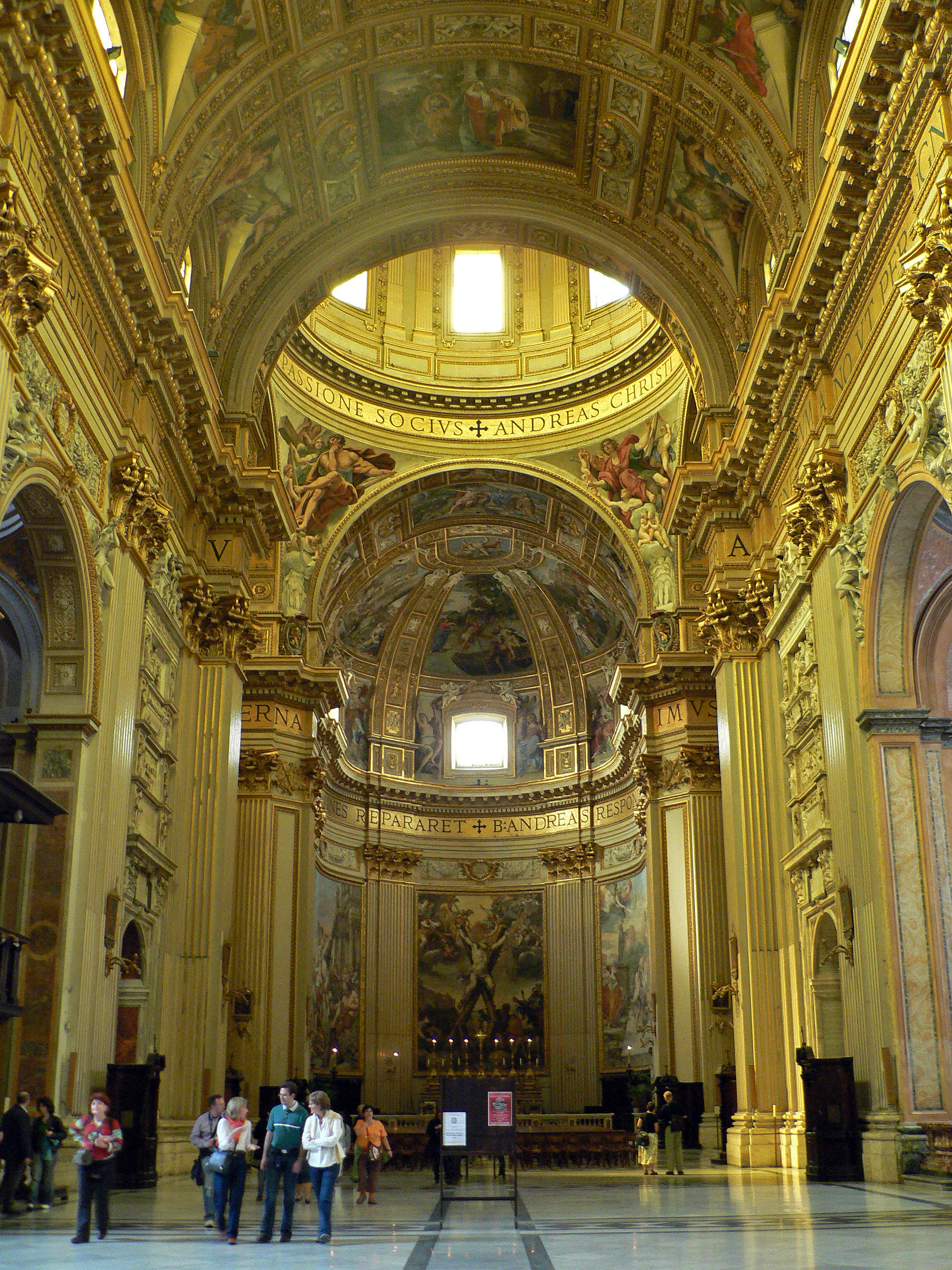
Das Innere von Sant’Andrea della Valle

1589 wurde sein Plan für die Basilika Sant’Andrea della Valle genehmigt, jedoch mit einigen Modifikationen durch Giacomo della Porta, der der Kirche ihren heutigen Grundriss gab. Die Arbeiten waren jedoch mehr als ein Jahrzehnt unterbrochen. In der Zwischenzeit wurde in Neapel die Basilika San Paolo Maggiore gebaut, für die Grimaldi seinen eigenen Entwurf aus den frühen achtziger Jahren des 16. Jahrhunderts, also vor seinem Aufenthalt in Rom, vorlegte.
Weitere Werke, die während seines Aufenthalts in Rom entstanden sind, sind das Haus der Teatiner von Neapel in Largo Santi Apostoli (1590) und der Plan der Kirche Sant’Irene in Lecce (1591).
Besonders intensiv war seine Tätigkeit in der ersten Dekade des 17. Jahrhunderts. Er baute einige der Meisterwerke der neapolitanischen Architektur, wie den Komplex der Nonnen der Santissima Trinità, dessen Entwurf auf 1607 zurückgeht, und die Kirche Santa Maria della Sapienza.
1607 wurde von der königlichen Versammlung der Cappella del Tesoro ein Wettbewerb für den Bau der königlichen Schatzkapelle von San Gennaro ausgerufen. An dem Wettbewerb nahmen einige der bedeutendsten neapolitanischen Architekten und Ingenieure teil, wie Ceccardo Bernucci, Giovan Battista Cavagna (1607 für die Basilika vom Heiligen Haus in Loreto tätig), Giulio Cesare Fontana, Giovanni Cola di Franco, Michelangelo Naccherino, Dionisio Nencioni di Bartolomeo und Giovan Giacomo Di Conforto. Die Pläne wurden von einer Kommission in Rom bewertet, darunter die von Pater Grimaldi und Giovanni Cola di Franco.
Beim Bau der Schatzkapelle wurde Bernucci beauftragt, das Vorhandene abzureißen und die Fundamente zu graben. Der Grundstein wurde von Naccherino gelegt, die Baustelle wurde Cola di Franco anvertraut, und anschließend übernahm Cristoforo Monterosso die Leitung des künstlerischen Teils.
Grimaldis Projekt ist eine Variation der für St. Peter in Rom vorgeschlagenen zentralen Anlage. In der neapolitanischen Kapelle besteht die zentrale Fläche jedoch aus einem Achteck.
Die Arbeit wurde viele Jahre später abgeschlossen und am 16. Dezember 1646 eingeweiht.
1608 wurde die Arbeit in Sant’Andrea della Valle unter der Leitung von Carlo Maderno wieder aufgenommen, der den Rest der Mauerwerke trotz des Widerstandes von Grimaldi fertigstellte. Grimaldi wollte das ursprüngliche Projekt mit fünf Kuppeln beibehalten, aber die Proteste des Architekten wurden abgelehnt, weil sich die Arbeiten nun in einem fortgeschrittenen Stadium befanden.
Ab 1611 wurde die Kirche der Santi Apostoli nach seinem Entwurf erbaut und in den folgenden Jahren von mehreren Beteiligten vollendet. Eines seiner letzten Werke war die Basilika Santa Maria degli Angeli a Pizzofalcone auf dem Hügel Pizzofalcone in Neapel, bei der eine klare planimetrische Forschung aus dem Längsplan ersichtlich ist (im Staatsarchiv von Neapel wird der signierte Plan des Gebäudes aufbewahrt). Er war auch der Architekt des ersten Planes für den Komplex von San Francesco di Paola.
Er starb am 1. August 1613, im Alter von siebzig Jahren, im Haus der Theatiner im Largo Santi Apostoli.